# Coupe de France de cyclo-cross 2017
Navigation
2016 2018
La Coupe de France de cyclo-cross 2017 est la 35e édition de la Coupe de France de cyclo-cross (anciennement Challenge la France cycliste de cyclo-cross). Elle est composée de 4 manches. La première à Besançon, le 15 octobre 2017, la deuxième à La Mézière, le 12 novembre 2017, la troisième à Jablines, le 3 décembre 2017 et la quatrième à Flamanville, le 30 décembre 2017.

## Hommes élites

### Résultats
| # | Date        | Lieu                                                 | Vainqueur         | Deuxième       | Troisième         | Leader du classement général |
| - | ----------- | ---------------------------------------------------- | ----------------- | -------------- | ----------------- | ---------------------------- |
| 1 | 15 octobre  | Besançon                                             | Steve Chainel     | Fabien Canal   | Francis Mourey    | Steve Chainel                |
| 2 | 12 novembre | La Mézière (Val d'Ille Intermarché Cyclo-cross Tour) | Francis Mourey    | Fabien Canal   | Steve Chainel     | Francis Mourey               |
| 3 | 3 décembre  | Jablines                                             | Fabien Canal      | Francis Mourey | Steve Chainel     | Fabien Canal                 |
| 4 | 30 décembre | Flamanville                                          | Clément Venturini | Steve Chainel  | Arnold Jeannesson | Fabien Canal                 |

### Classement
|    | Coureur           | Équipe                     | Points |
| -- | ----------------- | -------------------------- | ------ |
| 1  | Fabien Canal      | Armée de Terre             | 128    |
| 2  | Steve Chainel     | Team Chazal Canyon         | 127    |
| 3  | Francis Mourey    | Fortuneo-Oscaro            | 122    |
| 4  | Matthieu Boulo    | Team Pays de Dinan         | 113    |
| 5  | Arnold Jeannesson | Fortuneo-Oscaro            | 109    |
| 6  | Aloïs Falenta     | VC Villefranche-Beaujolais | 92     |
| 7  | Florian Trigo     | UV Fourmisienne            | 89     |
| 8  | Julien Roussel    | VC Rouen 76                | 81     |
| 9  | Arthur Tropardy   | USSA Pavilly Barentin      | 81     |
| 10 | Tony Périou       | VC Pays de Loudéac         | 72     |

## Femmes élites

### Résultats
| # | Date        | Lieu                                                 | Vainqueur         | Deuxième       | Troisième                | Leader du classement général |
| - | ----------- | ---------------------------------------------------- | ----------------- | -------------- | ------------------------ | ---------------------------- |
| 1 | 15 octobre  | Besançon                                             | Lucie Chainel     | Hélène Clauzel | Marion Norbert-Riberolle | Lucie Chainel                |
| 2 | 12 novembre | La Mézière (Val d'Ille Intermarché Cyclo-cross Tour) | Lucie Chainel     | Jade Wiel      | Fanny Stumpf             | Lucie Chainel                |
| 3 | 3 décembre  | Jablines                                             | Christine Majerus | Lucie Chainel  | Karen Verhestraeten      | Lucie Chainel                |
| 4 | 30 décembre | Flamanville                                          | Christine Majerus | Marlène Petit  | Caroline Mani            | Lucie Chainel                |

### Classement
|    | Coureuse                 | Équipe                      | Points |
| -- | ------------------------ | --------------------------- | ------ |
| 1  | Lucie Chainel            | Team Chazal Canyon          | 131    |
| 2  | Jade Wiel                | VC Morteau Montbenoit       | 116    |
| 3  | Marlène Petit            | VC Vaulx-en-Velin           | 101    |
| 4  | Anaïs Grimault           | VC Pays de Loudéac          | 101    |
| 5  | Marion Norbert-Riberolle | UC Bassin Houiller          | 100    |
| 6  | Fanny Stumpf             | Team Peltrax                | 99     |
| 7  | Maïna Galand             | EC Landerneau               | 82     |
| 8  | Cyriane Muller           | CC Sarrebourgeois           | 75     |
| 9  | Pauline Delhaye          | Nord-Pas-de-Calais          | 72     |
| 10 | Maëlle Grossetête        | VC Saint-Julien en Genevois | 72     |

## Hommes espoirs

### Résultats
| # | Date        | Lieu                                                 | Vainqueur    | Deuxième        | Troisième   | Leader du classement général |
| - | ----------- | ---------------------------------------------------- | ------------ | --------------- | ----------- | ---------------------------- |
| 1 | 15 octobre  | Besançon                                             | Joshua Dubau | Eddy Finé       | Lucas Dubau | Joshua Dubau                 |
| 2 | 12 novembre | La Mézière (Val d'Ille Intermarché Cyclo-cross Tour) | Joshua Dubau | Antoine Benoist | Eddy Finé   | Joshua Dubau                 |
| 3 | 3 décembre  | Jablines                                             | Yan Gras     | Antoine Benoist | Eddy Finé   | Joshua Dubau                 |
| 4 | 30 décembre | Flamanville                                          | Yan Gras     | Antoine Benoist | Lucas Dubau | Joshua Dubau                 |

### Classement
|    | Coureur           | Équipe                 | Points |
| -- | ----------------- | ---------------------- | ------ |
| 1  | Joshua Dubau      | Team Peltrax           | 128    |
| 2  | Antoine Benoist   | Team Chazal Canyon     | 125    |
| 3  | Yan Gras          | Team Chazal Canyon     | 123    |
| 4  | Eddy Finé         | Charvieu-Chavagneux IC | 120    |
| 5  | Lucas Dubau       | Team Peltrax           | 117    |
| 6  | Tanguy Turgis     | BMC Development        | 90     |
| 6  | Valentin Humbert  | AC Bisontine           | 83     |
| 8  | Sandy Dujardin    | EC Saint-Étienne Loire | 66     |
| 9  | Maxime Bonsergent | Armée de terre         | 65     |
| 10 | Lucas Deloison    | UV Aube                | 65     |

## Hommes juniors

### Résultats
| # | Date        | Lieu       | Vainqueur      | Deuxième            | Troisième      | Leader du classement général |
| - | ----------- | ---------- | -------------- | ------------------- | -------------- | ---------------------------- |
| 1 | 15 octobre  | Besançon   | Joris Delbove  | Valentin Retailleau | Benjamin Rivet | Joris Delbove                |
| 2 | 12 novembre | La Mézière | Benjamin Rivet | Joris Delbove       | Théo Jarnet    | Joris Delbove                |
| 3 | 3 décembre  | Jablines   | Benjamin Rivet | Ronan Auffret       | Aloïs Charrin  | Benjamin Rivet               |

### Classement
|    | Coureur           | Équipe               | Points |
| -- | ----------------- | -------------------- | ------ |
| 1  | Benjamin Rivet    | Limousin             | 100    |
| 2  | Joris Delbove     | Grand-Est            | 92     |
| 3  | Aloïs Charrin     | Auvergne-Rhône-Alpes | 86     |
| 4  | Théo Thomas       | Grand-Est            | 74     |
| 5  | Anthony Courrière | Aquitaine            | 67     |
| 6  | Damien Bodard     | Pays de Loire        | 66     |
| 7  | Antoine Huby      | Bretagne             | 66     |
| 8  | Loris Coss        | Auvergne-Rhône-Alpes | 63     |
| 9  | Ronan Auffret     | Île de France        | 61     |
| 10 | Théo Jarnet       | Auvergne-Rhône-Alpes | 56     |